# Женіс (Ордабасинський район)
Жені́с (каз. Жеңіс) — село у складі Ордабасинського району Туркестанської області Казахстану. Адміністративний центр Женіського сільського округу.
Населення — 2015 осіб (2021; 2168 у 2009, 2020 у 1999, 1827 у 1989).